# Histoire de la métallurgie dans le sous-continent indien

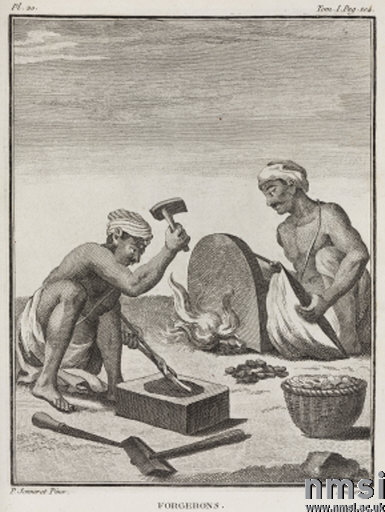
Forgerons indiens, 1774-1781

 (janvier 2023).
La mise en forme du texte ne suit pas les recommandations de Wikipédia : il faut le « wikifier ».
Les points d'amélioration suivants sont les cas les plus fréquents. Le détail des points à revoir est peut-être précisé sur la page de discussion.
- Les titres sont pré-formatés par le logiciel. Ils ne sont ni en capitales, ni en gras.
- Le texte ne doit pas être écrit en capitales (les noms de famille non plus), ni en gras, ni en italique, ni en « petit »…
- Le gras n'est utilisé que pour surligner le titre de l'article dans l'introduction, une seule fois.
- L'italique est rarement utilisé : mots en langue étrangère, titres d'œuvres, noms de bateaux, etc.
- Les citations ne sont pas en italique mais en corps de texte normal. Elles sont entourées par des guillemets français : « et ».
- Les listes à puces sont à éviter, des paragraphes rédigés étant largement préférés. Les tableaux sont à réserver à la présentation de données structurées (résultats, etc.).
- Les appels de note de bas de page (petits chiffres en exposant, introduits par l'outil «  Source ») sont à placer entre la fin de phrase et le point final[comme ça].
- Les liens internes (vers d'autres articles de Wikipédia) sont à choisir avec parcimonie. Créez des liens vers des articles approfondissant le sujet. Les termes génériques sans rapport avec le sujet sont à éviter, ainsi que les répétitions de liens vers un même terme.
- Les liens externes sont à placer uniquement dans une section « Liens externes », à la fin de l'article. Ces liens sont à choisir avec parcimonie suivant les règles définies. Si un lien sert de source à l'article, son insertion dans le texte est à faire par les notes de bas de page.
- La présentation des références doit suivre les conventions bibliographiques. Il est recommandé d'utiliser les modèles {{Ouvrage}}, {{Chapitre}}, {{Article}}, {{Lien web}} et/ou {{Bibliographie}}. Le mode d'édition visuel peut mettre en forme automatiquement les références.
- Insérer une infobox (cadre d'informations à droite) n'est pas obligatoire pour parachever la mise en page.

Pour une aide détaillée, merci de consulter Aide:Wikification.
Si vous pensez que ces points ont été résolus, vous pouvez retirer ce bandeau et améliorer la mise en forme d'un autre article.
 (décembre 2022).
L'histoire de la métallurgie dans le sous-continent indien commence avant le IIIe millénaire avant notre ère et se poursuit jusqu'au temps du Raj britannique. Les métaux fabriqués et les concepts techniques sont mentionnés dans divers textes du début  de la période védique.
Le Rigveda – recueil de chants sacrés – utilise déjà le terme sanskrit Ayas (आयस) (métal). Les contacts culturels et commerciaux indiens avec le Proche-Orient et le monde gréco-romain ont permis en outre un échange des sciences métallurgiques avec la civilisation occidentale.
Avec l'avènement des Moghols (21 avril 1526 - 21 septembre 1857) la tradition établie de la métallurgie et du travail des métaux en Inde se perfectionne davantage.
Pendant la période de domination britannique en Inde (d'abord par la Compagnie des Indes orientales, puis par la Couronne), l'industrie métallurgique y stagne, en raison de diverses politiques coloniales, bien que les efforts des industriels aient conduit à la renaissance de l'industrie au cours du XIXe siècle.

## Historique
Des fouilles récentes dans la moyenne vallée du Gange, effectuées par l'archéologue Rakesh Tewari, montrent que le travail du fer en Inde commença certainement vers 1800 avant notre ère.
Des sites archéologiques en Inde, tels que Malhar, Dadupur, Raja Nala Ka Tila et Lahuradewa dans l'état de l'Uttar Pradesh montrent des outils en fer dans la période entre 1800 et 1200 avant notre ère. Sahi (1979 : 366) conclu qu'au début du XIIIe siècle av. J.-C., la fonte du fer était pratiquée à plus grande échelle en Inde, suggérant que la date de création de cette technique serait légèrement antérieure au XVIe siècle av. J.-C..
La culture des articles noirs et rouges est une autre culture archéologique du début de l'âge du fer du sous-continent indien du nord. Il est daté approximativement du XIIe au IXe siècle av. J.-C. et associé à la civilisation védique post-rigvédique. Cette première s'étendait de la plaine gangétique supérieure dans l'Uttar Pradesh à la chaîne orientale de Vindhya et au Bengale occidental.
Peut-être dès 300 avant notre ère – et certainement avant l'an 200 – de l'acier de haute qualité était produit dans le sud de l'Inde par ce que les Européens appelleraient plus tard la technique du creuset. Dans ce système, du fer forgé de haute pureté, du charbon de bois et du verre étaient mélangés dans des creusets et chauffés jusqu'à ce que le fer fonde et absorbe le carbone. L'acier à haute teneur en carbone résultant, appelé fūlāḏ فولاذ en arabe et wootz par les Européens, fut exporté dans le reste de l'Asie et en Europe.
Will Durant écrit dans The Story of Civilization I: Our Oriental Heritage :

« On a parlé de l'excellence chimique de la fonte dans l'Inde ancienne, et du grand développement industriel de l'époque de l'Gupta, lorsque l'Inde était considérée, même par l'Rome impériale, comme la plus compétente des nations dans des industries chimiques telles que la teinture, le tannage, la fabrication de savon, le verre et le ciment... Au sixième siècle, les Hindouss étaient très en avance sur l'Europe en matière de chimie industrielle ; ils maîtrisent la calcination, la distillation, la sublimation, la vaporisation, la fixation, la production de lumière sans chaleur, le mélange de poudres anesthésique et soporifique, et la préparation de métaux sel, composés et alliages.  La trempe de l'acier a été portée dans l'Inde ancienne à une perfection inconnue en Europe jusqu'à nos jours ; le roi Porus aurait choisi, comme cadeau de grande valeur pour Alexandre le Grand, non pas de l'or ou de l'argent, mais trente livres d'acier. Les musulmans ont emporté une grande partie de cette science chimique et de cette industrie hindoue au Proche-Orient et en Europe ; le secret de la fabrication de l'lames de Damas, par exemple, a été pris par les Arabess du Perses, et par les Perses de l'Inde. »

## Textes hindous, bouddhistes, jaïns et autres
Le terme sanskrit Ayas signifie métal et peut désigner le bronze, le cuivre ou le fer.

### Rig-Véda
Le Rig-Véda fait référence aux Ayas et déclare également que les Dasyus avaient des Ayas (RV 2.20.8). Dans RV 4.2.17: «les dieux [sont] en train de fondre comme le minerai de cuivre /métal les générations humaines».
Les références à Ayas dans le Rig Veda se réfèrent probablement au bronze ou au cuivre plutôt qu'au fer. Des érudits comme Bhargava soutiennent que le Rigved fut écrit dans l'état védique du Brahmavarta et que les mines de cuivre de Khetri constituaient un emplacement important au Brahmavarta.
Les védiques auraient largement utilisé le cuivre pour l'agriculture, la purification de l'eau, leurs outils, ustensiles, etc.
D. K. Chakrabarti (1992) écrit : «Il devrait être clair que toute controverse concernant la signification des ayas dans le Rgveda [sic] ou le problème de la familiarité ou de la méconnaissance du fer par les Rgveda est inutile. Il n'y a aucune preuve positive dans un sens ou dans l'autre. Le mot peut signifier aussi bien cuivre-bronze que fer et, sur la base stricte des contextes, il n'y a aucune raison de choisir entre les deux.»

### Arthashastra
L'Arthashastra définit le rôle du Directeur des métaux, du Directeur des produits forestiers et du Directeur des mines. Il est du devoir du Directeur des métaux d'établir des usines pour différents métaux. Le directeur des mines est chargé de l'inspection des mines. L'Arthashastra fait également référence aux pièces de monnaie contrefaites.

### Autres textes
Il existe de nombreuses références aux Ayas dans les premiers textes indiens.
L'Atharva Veda et le Satapatha Brahmana font référence au krsna ayas («métal noir»), qui pourrait être du fer (mais peut-être aussi du minerai de fer et des objets en fer fabriqués à partir d'autres matériaux que du fer fondu).
Il existe également une controverse quant à savoir si le terme syamayas (aussi «métal noir») fait référence au fer ou non. Dans les textes ultérieurs, le terme fait référence au fer. Dans les textes antérieurs, il pourrait également faire référence au bronze plus foncé que le cuivre, un alliage de cuivre et d'étain. Le cuivre peut aussi devenir noir en le chauffant. L'oxydation avec l'utilisation de sulfures peut produire le même effet,.
Le Yajurveda semble connaître le fer. Dans la Taittiriya Samhita, il y a des références aux ayas et au moins une référence aux forgerons. Le Satapatha Brahmana 6.1.3.5 fait référence à la fusion du minerai métallique.
Dans le Manu Smriti (6.71), on peut lire l'analogie suivante : «Car, comme les impuretés des minerais métalliques, fondues dans le vent (d'un four), sont consommées, de même les souillures des organes sont détruites par la suppression de l'haleine.» 
Le métal était également utilisé dans l'agriculture, et le texte bouddhiste Suttanipata fait l'analogie suivante : «car comme un soc qui a chauffé pendant la journée lorsqu'il est jeté dans l'eau éclabousse, siffle et fume en volumes. . .».
Dans la Charaka Samhita, une analogie se produit qui fait probablement référence à la technique de la cire perdue. Les Silpasastras (les Manasara, les Manasollasa (Abhilashitartha Chintamani) et les Uttarabhaga de Silparatna) décrivent en détail la technique de la cire perdue.
Le Silappadikaram dit que des forgerons de cuivre étaient à Puhar et à Madura. Selon l'Histoire de la dynastie Han de Ban Gu, le Cachemire et le « Tien-chu » étaient riches en métaux.
Un métallurgiste et alchimiste indien influent, Nagarjuna (né en 931), écrivit le traité Rasaratnakara qui traite des préparations de composés rasa (mercure). Il donne un aperçu de l'état de la métallurgie et l'alchimie dans le pays au Xe siècle. L'extraction de métaux tels que l'argent, l'or, l'étain et le cuivre de leurs minerais et leur purification sont également mentionnés dans le traité. Le Rasa Ratnasamuccaya décrit aussi l'extraction et l'utilisation du cuivre.

## Archéologie
Chakrabarti (1976) identifie six premiers centres d'utilisation du fer en Inde : le Balouchistan, le Nord-Ouest, la division indo-gangétique et la haute vallée du Gange, l'est de l'Inde, Malwa et Berar dans le centre de l'Inde et l'Inde mégalithique du sud. La région centrale de l'Inde semble être le premier centre utilisant du fer.
Selon Tewari, l'utilisation du fer et le fer «étaient répandus dans la plaine centrale du Gange et les Vindhyas orientaux depuis le début du IIe millénaire avant notre ère».
Les premières preuves de fonte de fer en Inde remontent à 1300 à 1000 avant notre ère. Ces premières découvertes se produisent également dans des endroits comme le Deccan et les premières preuves de fonte de fer se trouvent dans le centre de l'Inde, et non dans le nord-ouest de l'Inde. De plus, la période de l'âge de fer en Inde n'est pas postérieure à celle de l'Asie centrale, et selon certains chercheurs (par exemple Koshelenko 1986), les dates de fusion du fer peuvent en fait être plus anciennes en Inde qu'en Asie centrale et en Iran. L'âge du fer n'impliquait cependant pas nécessairement une transformation sociale majeure, et Gregory Possehl écrit : «l'âge du fer est plus une continuation du passé qu'une rupture avec lui».
Les données archéologiques suggèrent que l'Inde était «un centre indépendant et précoce de la technologie du fer». Selon Shaffer, «la nature et le contexte des objets en fer impliqués [de la culture BRW] sont très différents des premiers objets en fer trouvés en Asie du Sud-Ouest». En Asie centrale, le développement de la technologie du fer n'était pas non plus nécessairement lié aux migrations indo-iraniennes.
JM Kenoyer (1995) remarque également qu'il y a une « longue pause dans l'acquisition de l'étain » nécessaire à la production de « bronzes à étain » dans la région de la vallée de l'Indus, suggérant moins de contacts avec le Balouchistan et le nord de l'Afghanistan, ou bien un défaut d'échanges avec la région du nord-ouest.

### La civilisation de la vallée de l'Indus
La métallurgie du cuivre et du bronze dans la civilisation harappéenne était répandue et montrait une grande variété et une production de qualité. L'utilisation précoce du fer pourrait s'être développée à partir de la pratique de la fusion du cuivre.
Bien qu'il n'y ait à ce jour aucune preuve prouvée de fer fondu chez cette civilisation, du minerai de fer et des objets en fer ont été découverts dans huit sites de la vallée de l'Indus, certains d'entre eux datant d'avant 2600 avant notre ère. Il reste la possibilité que certains de ces objets aient été fabriqués en fer fondu, et le terme krsna ayas pourrait également faire référence à ces objets en fer, même s'ils ne sont pas en fer fondu.
Le cuivre de Lothali est exceptionnellement pur, dépourvu d'arsenic (généralement utilisé par les chaudronniers sur les bords de l'Indus). Les ouvriers mélangeaient de l'étain avec du cuivre pour fabriquer des celtes, des pointes de flèches, des hameçons, des ciseaux, des bracelets, des anneaux, des perceuses et des fers de lance, bien que la fabrication d'armes soit mineure.
Ces artisans ont également utilisé une métallurgie de pointe, en suivant la technique de coulée à la cire perdue et utilisaient des moules monoblocs pour couler des formes plus complexes (oiseaux et autres animaux).
Ils ont également inventé de nouveaux outils tels que des scies courbes et des forets hélicoïdaux inconnus d'autres civilisations à cette époque (haute antiquité).

## Métaux

### Laiton
Le laiton était utilisé à Lothal et Atranjikhera aux IIIe et IIe millénaires avant notre ère.
Du laiton et probablement du zinc ont également été trouvés à Taxila, aux IVe et IIIe siècles av. J.-C..

### Cuivre
La technologie du cuivre pourrait remonter au IVe millénaire avant notre ère dans la région de l'Himalaya. C'est le premier élément découvert en métallurgie. Le cuivre et ses alliages ont également été utilisés pour créer des images en cuivre-bronze telles que des bouddhas ou des divinités bouddhistes hindoues / mahayana. Le moine bouddhiste Xuanzang a également noté qu'il y avait des images de Bouddha en cuivre et en bronze à Magadha.
À Varanasi, depuis des centaines d'années, chaque étape du processus de fabrication de «l'image» est prise en charge par un spécialiste, indiquant un savoir-faire ancien.
D'autres objets métalliques fabriqués par des artisans indiens comprennent des lampes. Le cuivre était également un composant des rasoirs pour la cérémonie de la tonsure.
L'une des sources les plus importantes de l'histoire du sous-continent indien sont les archives royales, gravées sur des plaques en cuivre (tamra-shasan ou tamra-patra). Parce que le cuivre ne rouille pas et ne se décompose pas, ces témoignages sont précieux pour comprendre la place accordée à chaque métal et sa compréhension dès cette antiquité indienne.
Des collections de textes archéologiques à partir des plaques de cuivre et des inscriptions rupestres ont été compilées et publiées par l'Agence indienne d'archéologie au cours du XXe siècle.
La première plaque de cuivre connue sous le nom de plaque de cuivre de Sohgaura est un enregistrement Maurya qui mentionne des efforts contre une grande famine. C'est l'une des très rares inscriptions pré-Ashoka (en Brahmi) en Inde.

### Or et argent
Les mines d'or les plus profondes du monde antique ont été découvertes dans la région de Maski au Karnataka. Il y avait également d'anciennes mines d'argent dans le nord-ouest de l'Inde. Daté du milieu du Ier millénaire av. J.-C., l'or et l'argent étaient également utilisés pour fabriquer des ustensiles pour la famille royale et les nobles. La famille royale portait des tissus coûteux fabriqués à partir de fines fibres d'or et d'argent brodées ou tissées dans des tissus ou des vêtements.

### Fer

Le pilier de fer de Delhi.

Des fouilles récentes dans la vallée du Gange moyen montrent que le travail du fer en Inde a peut-être commencé dès 1800 avant notre ère. Au Ve siècle av. J.-C., l'historien grec Hérodote observe que «l'armée indienne et perse utilisait des flèches à pointe de fer». Les anciens Romains utilisaient des armures et des couverts en fer indien. Pline l'Ancien mentionne également le fer indien.
Le géographe arabe médiéval, Muhammad al-Idrisi, écrit que les hindous excellaient dans la fabrication du fer et qu'il serait impossible de trouver quoi que ce soit pour surpasser l'acier hindwani.
L'historien romain Quintus Curtius écrit qu'un cadeau indien d'acier fut offert à Alexandre. De même, l'inscription Ferrum indicum figurait dans la liste des articles passibles de droits sous les empereurs Marc Aurèle et Commode au IIe siècle de notre ère.
L'acier indien Wootz était tenu en haute estime en Europe et le fer indien était souvent considéré comme le meilleur.

#### Wootz et acier
La première forme d'acier à creuset était le wootz, développé en Inde vers 300 avant notre ère. Lors de sa production, le fer était mélangé à du verre, puis chauffé lentement puis refroidi. Au fur et à mesure que le mélange refroidissait, le verre se liait aux impuretés de l'acier, puis flottait à la surface, laissant l'acier considérablement plus pur. Le carbone pouvait alors entrer dans le fer en se diffusant à travers les parois poreuses des creusets. Le dioxyde de carbone ne réagit pas avec le fer, mais les petites quantités de monoxyde de carbone le peuvent, ajoutant du carbone au mélange avec un certain niveau de contrôle. Le Wootz fut largement exporté dans tout le Moyen-Orient, où il a été combiné avec une technique de production locale vers l'an 1000 pour produire de l'acier de Damas, célèbre dans le monde entier. Wootz dérive du terme tamoul désignant l'acier urukku. L'acier wootz indien serait le premier acier de haute qualité de l'histoire humaine.
Henry Yule cite Al Idrissi (XIIe siècle) qui écrit : «Les Indiens du Sud excellent dans la fabrication du fer et dans la préparation des ingrédients avec lesquels il est fusionné pour obtenir ce type de fer doux qui est généralement appelé acier indien. Ils ont aussi des ateliers où sont forgés les sabres les plus célèbres au monde. . . . Il n'est pas possible de trouver quoi que ce soit pour surpasser l'avantage que vous obtenez de l'acier indien (al-hadid al-hindi).
Au XVIIe siècle, les Européens appréciaient encore la capacité de l'Inde à fabriquer de l'acier pour creuset à partir de rapports rapportés par des voyageurs qui avaient observé le processus à plusieurs endroits du sud de l'Inde. Plusieurs tentatives furent faites d'importer ce processus, mais elles échouèrent toutes car la technique exacte restait inconnue. Des études sur le wootz ont été faites pour tenter de comprendre ses secrets, y compris par le célèbre scientifique écossais Michael Faraday, fils de forgeron. Travaillant avec un fabricant de couverts local, il conclut à tort que c'était l'ajout d'oxyde d'aluminium et de silice du verre qui donnait au wootz ses propriétés uniques.
Après la rébellion indienne de 1857, de nombreuses épées indiennes en acier wootz furent détruites par la Compagnie des Indes orientales. L'industrie métallurgique en Inde déclina pendant la période britannique en raison de diverses politiques coloniales, mais la production d'acier fut relancée en Inde par Jamsetji Tata.

### Zinc
Le zinc est extrait en Inde dès le IVe siècle av. J.-C. La production mondiale de zinc commença peut-être ainsi en Inde, car l'ancienne Inde du nord-ouest est la première civilisation connue à avoir produit du zinc à l'échelle industrielle. La technique de distillation fut développée vers 1200 CE à Zawar au Rajasthan.
Au XVIIe siècle, la Chine exportait du zinc vers l'Europe sous le nom de totamu ou tutenag. Le terme tutenag peut dériver du terme sud-indien Tutthanagaa (zinc). En 1597, Libavius, un métallurgiste anglais reçoit une certaine quantité de zinc et le nomme «plomb indien/malabar».
En 1738, William Champion brevette en Grande-Bretagne un procédé d'extraction du zinc de la calamine dans une fonderie, une technologie qui ressemblait beaucoup au procédé utilisé dans les mines de zinc de Zawar au Rajasthan et qui s'en est probablement inspiré. Son premier brevet fut rejeté par le tribunal des brevets au motif qu'il plagiait la technologie préexistante en Inde. Cependant, Champion obtient ce brevet lors de sa deuxième soumission d'approbation. En 1751, le dictionnaire universel britannique de Postlewayt ne définissait toujours pas exactement comment le zinc était produit; tandis qu'à la même année, l'encyclopédie de Diderot et d'Alembert – bien plus complète – en donnait la première description exacte.
L'Arthashastra décrit la production de zinc et un autre ouvrage, le Rasaratnakara de Nagarjuna, décrit la production de laiton et de zinc. Il existe des références d'utilisations médicinales du zinc dans le Charaka Samhita (300 av. J.-C.). Le Rasaratna Samuchaya (800 EC) explique l'existence de deux types de minerais de zinc métal, dont l'un est idéal pour l'extraction du métal tandis que l'autre est utilisé à des fins médicinales. Il décrit également deux méthodes de distillation du zinc.

## Histoire ancienne (—200 avant notre ère)
Des fouilles récentes dans la vallée du Gange moyen menées par l'archéologue Rakesh Tewari montrent que le travail du fer en Inde a peut-être commencé dès 1800 avant notre ère. Des sites archéologiques en Inde, tels que Malhar, Dadupur, Raja Nala Ka Tila et Lahuradewa dans l'état de l'Uttar Pradesh montrent des outils en fer, entre 1800 et 1200 av. J.-C.. Sahi (1979 : 366) conclu qu'au début du XIIIe siècle av. J.-C., la fonte du fer était pratiquée à plus grande échelle en Inde, suggérant que la date d'acquisition de cette technologie pourrait bien être placée dès le XVIe siècle av. J.-C. avant notre ère.
Certains des premiers objets en fer trouvés en Inde sont datés de 1400 avant notre ère en utilisant la méthode de datation au radiocarbone. Des pointes, des couteaux, des poignards, des pointes de flèches, des bols, des cuillères, des casseroles, des haches, des ciseaux, des pinces, des garnitures de porte, etc. allant de 600 avant notre ère à 200 avant notre ère ont été découverts sur plusieurs sites archéologiques.
Dans le sud de l'Inde (aujourd'hui Mysore), le fer apparaît dès le XIIe siècle av. J.-C. avant notre ère. Ces développements sont trop précoces pour tout contact étroit significatif avec le nord-ouest du pays à cette époque.
Les premières épées de cuivre de l'âge du bronze découvertes sur les sites Harappan au Pakistan remontent à 2300 avant notre ère.
Des épées ont été récupérées dans des découvertes archéologiques dans toute la région du Gange - Jamuna Doab ; certaines sont composées de bronze mais plus communément de cuivre. Divers spécimens ont été découverts à Fatehgarh, où l'on a trouvé plusieurs variétés de poignées. Ces épées ont été diversement datées de périodes comprises entre 1700 et 1400 av. J.-C., mais ont probablement été utilisées plus largement au cours des premiers siècles du 1er millénaire avant notre ère.
Le début du 1er millénaire avant notre ère voit des développements importants dans la métallurgie du fer en Inde. L'avancement technologique et la maîtrise de la métallurgie du fer sont réalisés au cours de cette période généralement pacifique. De 322 à 185 av. J.-C., on observe de nets progrès métallurgiques pendant la période politiquement stable de Maurya. L'historien grec Hérodote (431-425) écrit le premier récit occidental de l'utilisation du fer en Inde.
Peut-être dès 300 avant notre ère - bien que certainement en 200 de notre ère - de l'acier de haute qualité était produit dans le sud de l'Inde, grâce à ce que les Européens appelleraient plus tard la technique du creuset. Dans ce système, du fer forgé de haute pureté, du charbon de bois et du verre étaient mélangés dans un creuset et chauffés jusqu'à ce que le fer fonde et absorbe le carbone. Le premier acier à creuset fut l'acier wootz. Comme on l'a vu plus haut, l'acier Wootz fut largement exporté et commercialisé dans toute l'Europe ancienne, la Chine, le monde arabe, et devint particulièrement apprécié au Moyen-Orient, où il est devint célèbre sous le nom d'acier Damasquiné. Des preuves archéologiques suggèrent que ce procédé de fabrication existait déjà dans le sud de l'Inde bien avant l'ère commune,.
Les mines de zinc de Zawar, près d'Udaipur, Rajasthan, étaient actives 400 ans avant notre ère. Il existe des références d'utilisations médicinales du zinc dans le Charaka Samhita (300 av. J.-C.). Le Rasaratna Samuccaya (v. 800) explique l'existence de deux types de minerais pour le zinc métal, dont l'un est idéal pour l'extraction du métal tandis que l'autre est utilisé à des fins médicinales. Le Periplus Maris Erythraei mentionne des armes de fer et d'acier indien exportées de l'Inde vers la Grèce.

## Début de l'ère commune - début de l'ère moderne
Le premier pilier de fer au monde est vraisemblablement le pilier de fer de Delhi - érigé à l'époque de Chandragupta II Vikramaditya (375 – 413).
Les épées fabriquées dans les ateliers indiens trouvent une mention écrite dans les ouvrages de Muhammad al-Idrisi (v. 1154). Des lames indiennes en acier de Damas trouvèrent leur chemin en Perse. Les érudits européens - au XIVe siècle - étudièrent la technologie indienne de la coulée et de la métallurgie.

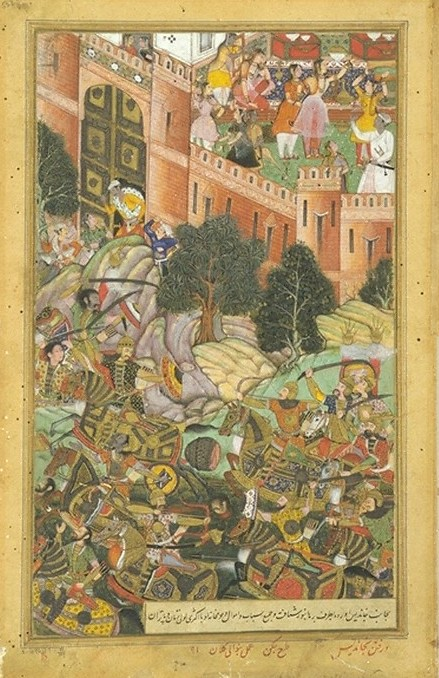
Akbarnama - écrit le 12 août 1602 - dépeint la défaite de Baz Bahadur de Malwa par les troupes mogholes en 1561. Les Moghols ont considérablement amélioré les armes et armures métalliques utilisées par les armées indiennes.

La métallurgie indienne sous l'empereur moghol Akbar (règne : 1556-1605) produisit d'excellentes armes à feu de poing. Gommans (2002) soutient que les armes de poing mogholes étaient plus solides et plus précises que leurs homologues européennes.
Srivastava & Alam (2008) commentent la monnaie indienne de l'Empire moghol (créé : 21 avril 1526 - terminé : 21 septembre 1857) sous le régime d'Akbar:

« Akbar a réformé la monnaie moghole pour en faire l'une des plus connues de son époque. Le nouveau régime possédait une monnaie trimétallique (argent, cuivre et or) pleinement fonctionnelle, avec un système de frappe ouvert dans lequel toute personne prête à payer les frais de frappe pouvait apporter du métal ou des pièces anciennes ou étrangères à la Monnaie et les faire frapper. Tous les échanges monétaires étaient toutefois exprimés en pièces de cuivre à l'époque d'Akbar. Au XVIIe siècle, à la suite de l'afflux d'argent en provenance du Nouveau Monde, la roupie d'argent, avec de nouvelles coupures fractionnées, a remplacé la pièce de cuivre comme moyen de circulation courant. L'objectif d'Akbar était d'établir une monnaie uniforme dans tout son empire ; certaines pièces de l'ancien régime et des royaumes régionaux ont également été conservées. »

Des statues de Nataraja et de Vishnu furent coulées sous le règne de la dynastie impériale Chola (200-1279) au IXe siècle. Le moulage pouvait impliquer un mélange de cinq métaux : cuivre, zinc, étain, or et argent.
Considéré comme l'un des exploits les plus remarquables de la métallurgie, le globe céleste creux et sans couture a été inventé au Cachemire par Ali Kashmiri ibn Luqman en 998 CH (1589-90 EC), et vingt autres globes de ce type ont ensuite été produits à Lahore et au Cachemire au cours de la Empire moghol. Avant qu'ils ne soient redécouverts dans les années 1980, les métallurgistes modernes croyaient qu'il était techniquement impossible de produire des globes métalliques creux, sans aucune couture, même avec la technologie moderne. Ces métallurgistes moghols ont été les pionniers de la méthode de la fonte à la cire perdue et des bouchons déguisés afin de produire ces globes.

## Époque coloniale britannique - République de l'Inde
La fabrication d'acier moderne en Inde commença avec la mise en place du premier haut fourneau de l'Inde à Kulti en 1870 et la production en 1874, par Bengal Iron Works.
L'Ordnance Factory Board établit Metal & Steel Factory (MSF) à Calcutta, en 1872,.
Au XXe siècle, la Tata Iron and Steel Company (TISCO) fut créée par Dorabji Tata en 1907, dans le cadre du conglomérat de son père.
En 1939, Tata exploitait la plus grande aciérie de l'Empire britannique et représentait une proportion importante des 2 millions de tonnes (Mt) de fonte brute et de 1,13 Mt d'acier produits chaque année en Inde britannique,.

### Production d'armes indigènes
Les premières roquettes à boîtier en fer et à cylindre métallique (roquettes mysoréennes) furent développées par l'armée mysoréenne du royaume de Mysore dans les années 1780.
Les Mysoréens utilisèrent avec succès ces roquettes à boîtier de fer contre les armées de la présidence de la Compagnie des Indes orientales pendant les guerres de Mysore.

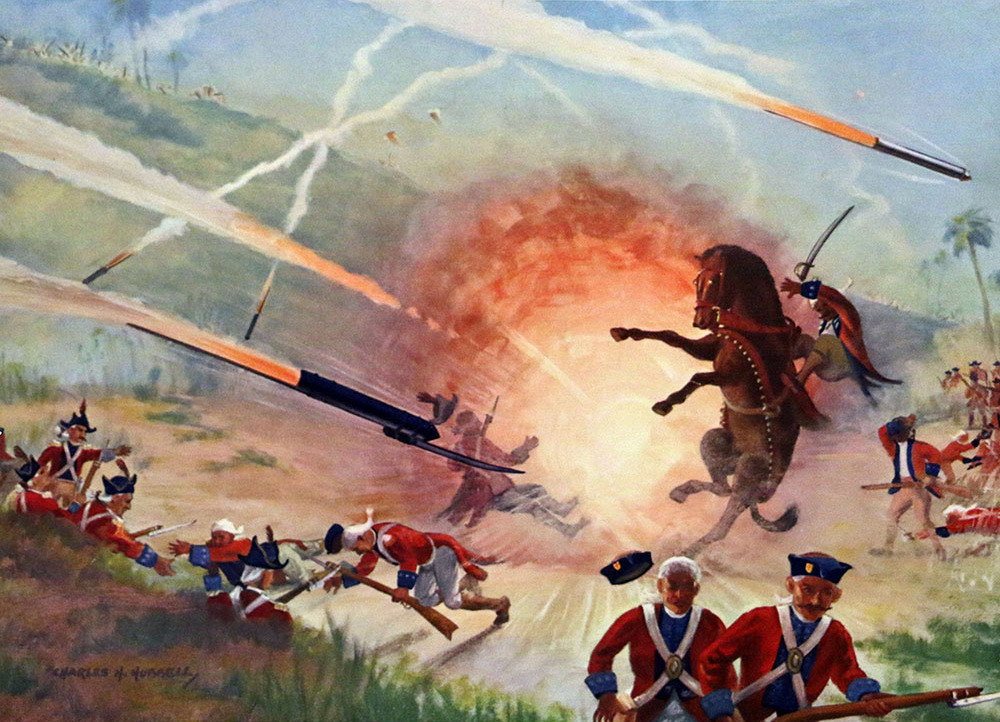
Une peinture montrant l'armée mysoréenne combattant les forces britanniques avec des fusées mysoréennes, qui utilisaient des cylindres métalliques pour contenir la poudre de combustion.
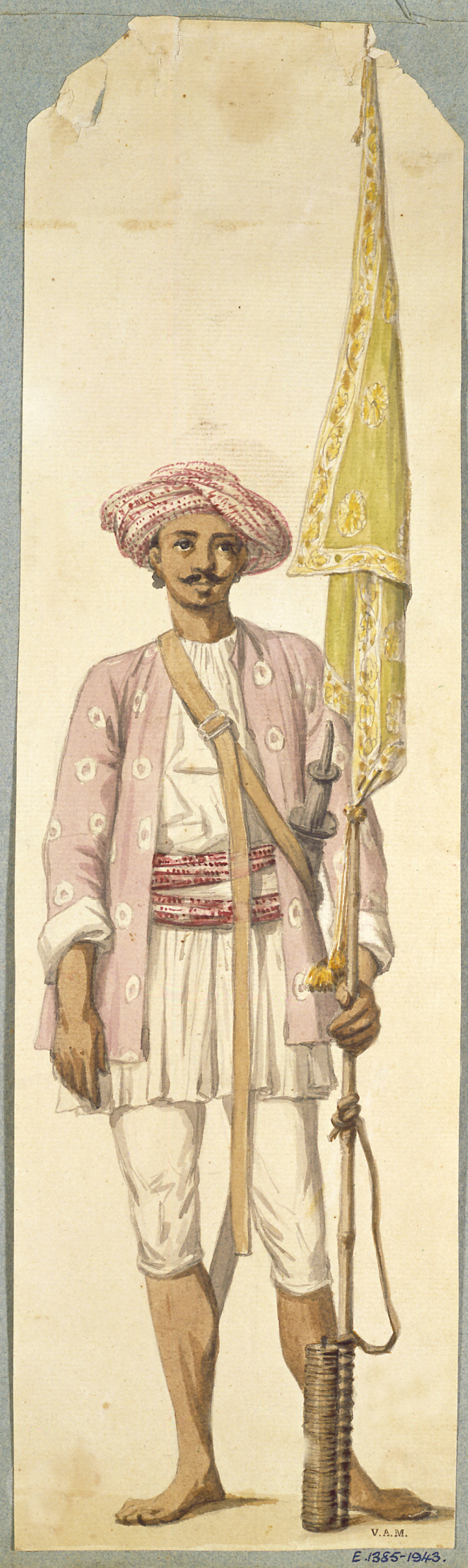
Un soldat mysoréen utilisant sa fusée mysoréenne comme mât de drapeau ( Robert Home, 1793/4).

## Terminologie
| - ayas, loha : métal - arakutah, riti, pitala : laiton - bhaskara : cuivre - hiranya : or - kasye, kamsa, kamsya : cloche métal / bronze - krsnayasa, karsnayasa : "métal noir" - jasada : zinc | - lohayasa, lohitayas, lohitam, loha, loham : "métal rouge", cuivre, métal de cloche - naga : plomb - raitya : laiton - ravi: cuivre - sisaga : plomb - syamayas, syama, syamam, syamenayasa : "métal noir". - sisa, sisam, sisaka : plomb | - sulva, sulvaka : cuivre - tala : cloche en métal - tamram, tamra, tamba, tamba loha : cuivre - tamrarajas : cuivre finement divisé - trapu, taua : étain - tutha : vitriol bleu ( sulfate de cuivre ) - vanga : étain |

### Autres termes
- Prastarika : marchand de métaux
- Sulbhadhatusastra : science des métaux
- panchaloha, sarva loha : les cinq métaux de base (étain, plomb, fer, cuivre, argent )

## Lectures complémentaires
- Agarwal, D.P. 2000. Ancient Metal Technology and Archaeology of South Asia. New Delhi: Aryan Books International.  (ISBN 81-7305-177-1)
- Biswas, Arun Kumar. 1994. Minerals and Metals in Ancient India. Vol. 1 Archaeological Evidence. New Delhi: D. K. Printworld (P) Ltd.
- Dilip K. Chakrabarti. The Early use of Iron In India. 1992. New Delhi: The Oxford University Press. Review: The Early use of Iron In India
- Chakrabarti D.K. (1996a). Copper and its Alloys in Ancient India. Delhi: Munshiram Manoharlal Publishers Private Limited
- Mukherjee, M. 1978 Metalcraftsmen of India, Calcutta
- Rakesh Tewari, 2003, The origins of iron-working in India: new evidence from the Central Ganga Plain and the Eastern Vindhyas
- Srinivasan, Sharda and Srinivasa Rangnathan. 2004. India's Legendary Wootz Steel. Bangalore: Tata Steel.
- Tripathi, Vibha (Ed.). 1998. Archaeometallurgy in India. Delhi: Sharada Publishing House. Review: Archaeometallurgy
- Tripathi, Vibha. 2001. The Age of Iron in India. New Delhi: Aryan Books International.
- Allchin, F.R. (1979), South Asian Archaeology 1975: Papers from the Third International Conference of the Association of South Asian Archaeologists in Western Europe, Held in Paris edited by J.E.van Lohuizen-de Leeuw, Brill Academic Publishers,  (ISBN 90-04-05996-2).
- Arnold, David (2004), The New Cambridge History of India: Science, Technology and Medicine in Colonial India, Cambridge University Press,  (ISBN 0-521-56319-4).
- Balasubramaniam, R. (2002), Delhi Iron Pillar: New Insights, Indian Institute of Advanced Studies,  (ISBN 81-7305-223-9).
- Ceccarelli, Marco (2000), International Symposium on History of Machines and Mechanisms: Proceedings HMM Symposium, Springer,  (ISBN 0-7923-6372-8).
- Craddock, P.T. etc. (1983). "Zinc production in medieval India", World Archaeology, 15 (2), Industrial Archaeology.
- Drakonoff, I. M. (1991), Early Antiquity, University of Chicago Press,  (ISBN 0-226-14465-8).
- Edgerton etc. (2002), Indian and Oriental Arms and Armour, Courier Dover Publications,  (ISBN 0-486-42229-1).
- Gommans, Jos J. L. (2002), Mughal Warfare: Indian Frontiers and Highroads to Empire, 1500-1700, Routledge,  (ISBN 0-415-23989-3).
- Juleff, G. (1996), "An ancient wind powered iron smelting technology in Sri Lanka", Nature, 379 (3): 60–63.
- Mondal, Biswanath (2004), Proceedings of the National Conference on Investment Casting: NCIC 2003, Allied Publishers,  (ISBN 81-7764-659-1).
- Prasad, P. C. (2003), Foreign Trade and Commerce in Ancient India, Abhinav Publications,  (ISBN 81-7017-053-2).
- Richards, J. F. etc. (2005), The New Cambridge History of India, Cambridge University Press,  (ISBN 0-521-36424-8).
- Savage-Smith, Emilie (1985), Islamicate Celestial Globes: Their History, Construction, and Use, Smithsonian Institution Press.
- Srinivasan, S. & Ranganathan, S., Wootz Steel: An Advanced Material of the Ancient World, Indian Institute of Science.
- Srinivasan, S. (1994), Wootz crucible steel: a newly discovered production site in South India, Institute of Archaeology, University College London, 5: 49–61.
- Srinivasan, S. and Griffiths, D., South Indian wootz: evidence for high-carbon steel from crucibles from a newly identified site and preliminary comparisons with related finds, Material Issues in Art and Archaeology-V, Materials Research Society Symposium Proceedings Series, Vol. 462.
- Srivastava, A.L. & Alam, Muzaffar (2008), India, Encyclopædia Britannica.
- Tewari, Rakesh (2003), "The origins of Iron Working in India: New evidence from the Central Ganga plain and the Eastern Vindhyas", Antiquity, 77: 536–544.
- P. Yule–A. Hauptmann–M. Hughes. 1989 [1992]. The Copper Hoards of the Indian subcontinent: Preliminaries for an Interpretation, Jahrbuch des Römisch-Germanischen Zentralmuseums Mainz 36, 193–275, ISSN 0076-2741 = http://archiv.ub.uni-heidelberg.de/savifadok/volltexte/2009/509/
- Tripathi, V., Chakrabarti, D. K., & Infinity Foundation (Princeton, N.J.). (2008). History of iron technology in India: From beginning to pre-modern times. New Delhi: Rupa & Co. in association with Infinity Foundation.
- Chattopadhyay, P. K., Sengupta, G., & Infinity Foundation (Princeton, N.J.). (2011). History of metals in eastern India and Bangladesh. New Delhi: Pentagon Press in association with Infinity Foundation.
- Kharakwal, J. S. (2011). Indian zinc technology in a global perspective. New Delhi: Pentagon Press, in association with Infinity Foundation.
- Balasubramaniam, R., & Infinity Foundation (Princeton, N.J.). (2008). Marvels of Indian iron through the ages. New Delhi: Rupa & Co. in association with Infinity Foundation.
- Chakrabarti D.K.A note on the use of metals in ancient Bengal, Pratnasamiksha (1994) Bulletin of the Directorate of Archaeology and Museums, Government of West Bengal, 2 & 3:pp. 155–158
- Metalworking History  History from 9000 BC, Metal Works Inventions.
- Edwin Bryant, The Quest for the Origins of Vedic Culture : The Indo-Aryan Migration Debate, Oxford University Press, 2001, 400 p. (ISBN 0-19-516947-6, lire en ligne)
- Craddock, P.T. et al., Zinc production in medieval India, World Archaeology, vol.15, no.2, Industrial Archaeology, 1983
- G. Juleff, "An ancient wind powered iron smeting technology in Sri Lanka", Nature 379 (3), 60-63 (January 1996)
- Erdosy, George: 1995; "The Prelude to urbanization", in The Archaeology of the Early Historic South Asia: The Emergence of cities and states. Allchin, F. R. et al. (eds.), Cambridge 1995.
- Frawley, David (1995). Gods, Sages and Kings. 1991.Lotus Press, Twin Lakes, Wisconsin  (ISBN 0-910261-37-7)
- Kenoyer, J.M. (1995). Interaction Systems, Specialized crafts and Culture Change. In: Indo-Aryans of Ancient South Asia. Ed. George Erdosy..  (ISBN 3110144476)
- Sethna, K.D. 1992. The Problem of Aryan Origins. New Delhi: Aditya Prakashan.  (ISBN 81-85179-67-0)
- S. R. Rao, Lothal (published by the Director General, Archaeological Survey of India, 1985)
- Shaffer, Jim. Mathura: A protohistoric Perspective in D.M. Srinivasan (ed.), Mathura, the Cultural Heritage, 1989, pp. 171–180. Delhi.
- J.D. Verhoeven, A.H. Pendray, and W.E. Dauksch. (1998). The Key Role of Impurities in Ancient Damascus Steel Blades. Journal of Metals. 50(9). pp. 58–64.
- Lynn Willies et al. 1984, Ancient Zinc and Lead Mining in Rajasthan, India. World Archaeology, Vol.16, No. 2, Mines and Quarries.